# هربرت ماندین
هربرت ماندین (انگلیسی: Herbert Mundin؛ ‏ ۲۱ اوت ۱۸۹۸ – ۵ مارس ۱۹۳۹) بازیگر اهل بریتانیا بود.
از فیلم‌ها یا برنامه‌های تلویزیونی که وی در آن نقش داشته‌است، می‌توان به مسیر یک‌طرفه، شرلوک هولمز، اورینت اکسپرس، ماجراهای رابین هود، شورش در بونتی، فرشته، سواران، دیوید کاپرفیلد، و امشب عاشقم باش اشاره کرد.